# Zamarra
Zamarra település Spanyolországban, Salamanca tartományban. Zamarra Ciudad Rodrigo, Serradilla del Arroyo, La Atalaya, Serradilla del Llano, Agallas, Martiago és Pastores községekkel határos. Lakosainak száma 71 fő (2024).

## Népesség
A település népessége az elmúlt években az alábbi módon változott:
| Lakosok száma | 146  | 140  | 135  | 125  | 113  | 110  | 100  | 94   | 79   | 71   |
|               | 2001 | 2004 | 2007 | 2009 | 2012 | 2014 | 2017 | 2019 | 2022 | 2024 |